# Масловцы (Шишацкий район)
Масловцы (укр. Маслівці) — село,
Ковердинобалковский сельский совет,
Шишацкий район,
Полтавская область,
Украина.
Код КОАТУУ — 5325782805. Население по переписи 2001 года составляло 88 человек.

## Географическое положение
Село Масловцы находится на расстоянии в 1 км от сёл Михайлики и Ковердина Балка.
По селу протекает пересыхающий ручей с запрудой.
Рядом проходит автомобильная дорога Т-1710 (Р-42).